# Rheinmetall MK 20 Rh 202
Il Rheinmetall Rh–202 è una mitragliera automatica da 20 mm di fabbricazione tedesca, realizzata dalla Rheinmetall.
È impiegata in genere in affusti binati con motore per la movimentazione, congegno P56 ottico con calcolatore per il tiro incorporato, 2 cannoni Rh-202 e due serbatoi munizioni ed ha una cadenza di tiro di 2.000 colpi al minuto, 1000 ms di velocità iniziale, e proiettili da 120 grammi.
È un'arma che fa parte dell'equipaggiamento di veicoli blindati come il Marder dove ha anche ruoli antiblindati (quindi contro veicoli ruotati o cingolati con corazzatura leggera), con proiettili perforanti decalibrati.
Il cannone Rh-202 è stato usato nella guerra delle Falkland dagli argentini, in dotazione ai reparti di artiglieria antiaerea, ed è uno dei più importanti tipi di arma antiaerea o mitragliera pesante dalla fine della seconda guerra mondiale ad oggi; peraltro ormai vengono manifestate esigenze maggiori per armi da 25, 27 o 30 mm soprattutto in funzione anti-blindati; un esempio è il cannone Bushmaster da 25mm utilizzato dal blindato statunitense M2/M3 Bradley, o il cannone Avenger da 30 mm usato dal caccia A-10 Thunderbolt-II.
Alcune unità della Deutsche Marine sono equipaggiate da mitragliere MK 20 Rh202 generalmente in installazioni binate su fregate e cacciatorpediniere, e in numero di quattro su navi da rifornimento, ma sono in via di sostituzione con le mitragliere MLG 27.